# Mathieu Baumel
Mathieu Baumel (Manosque, 17 gennaio 1976) è un copilota di rally francese, specializzato nei rally raid, vincitore di quattro Rally Dakar, due campionati mondiali di rally raid, quattro coppe del mondo rally raid ed un WRC2.

## Biografia
Baumel ha lasciato la Al-Attiyah dopo il Rally Dakar 2024. Ricongiunse Guerlain Chicherit, con cui ha corso i rally della Dakar 2005 e 2006, per il BP Ultimate Rally-Raid Portugal nello stesso anno, prima di unirsi a Guillaume De Mévius nel team X-raid Mini JCW.
Il 29 gennaio 2025, Baumel è stato investito da un'auto mentre si fermava per aiutare i passeggeri di un veicolo in panne, in seguito è stato messo in coma farmacologico.

## Risultati

### WRC
| 2003 | Scuderia | Vettura            |  |  |  |  |  |  |  |  |  |  |  |    |  |  |  |  | Punti | Pos. |
| ---- | -------- | ------------------ |  |  |  |  |  |  |  |  |  |  |  | -- |  |  |  |  | ----- | ---- |
| 2003 |          | Renault Clio S1600 |  |  |  |  |  |  |  |  |  |  |  | 24 |  |  |  |  | 0     |      |

| 2004 | Scuderia | Vettura                             |  |  |  |  |  |     |    |  |     |     |  |     |     |     |     |  | Punti | Pos. |
| ---- | -------- | ----------------------------------- |  |  |  |  |  | --- | -- |  | --- | --- |  | --- | --- | --- | --- |  | ----- | ---- |
| 2004 |          | Citroën Saxo S1600 Citroën Saxo VTS |  |  |  |  |  | Rit | 14 |  | Rit | Rit |  | Rit | Rit | Rit | Rit |  | 0     |      |

| 2005 | Scuderia | Vettura                                              |  |  |  |    |  |    |    |  |     |  |  |  |  |  |  |  | Punti | Pos. |
| ---- | -------- | ---------------------------------------------------- |  |  |  | -- |  | -- | -- |  | --- |  |  |  |  |  |  |  | ----- | ---- |
| 2005 |          | Subaru Impreza STi N11 Subaru Impreza STi N11 Spec C |  |  |  | 23 |  | 12 | 26 |  | Rit |  |  |  |  |  |  |  | 0     |      |

| 2007 | Scuderia | Vettura       |  |  |  |  |  |  |    |  |  |  |  |  |  |  |  |  | Punti | Pos. |
| ---- | -------- | ------------- |  |  |  |  |  |  | -- |  |  |  |  |  |  |  |  |  | ----- | ---- |
| 2007 | PH Sport | Citroën C2 R2 |  |  |  |  |  |  | 29 |  |  |  |  |  |  |  |  |  | 0     |      |

| 2010 | Scuderia             | Vettura           |  |  |    |  |  |  |  |  |  |  |  |  |  |  |  |  | Punti | Pos. |
| ---- | -------------------- | ----------------- |  |  | -- |  |  |  |  |  |  |  |  |  |  |  |  |  | ----- | ---- |
| 2010 | Al-Rajhi Racing Team | Peugeot 207 S2000 |  |  | 13 |  |  |  |  |  |  |  |  |  |  |  |  |  | 0     |      |

| 2011 | Scuderia | Vettura           |  |  |     |  |     |  |  |  |  |  |  |  |  |  |  |  | Punti | Pos. |
| ---- | -------- | ----------------- |  |  | --- |  | --- |  |  |  |  |  |  |  |  |  |  |  | ----- | ---- |
| 2011 |          | Peugeot 207 S2000 |  |  | Rit |  | Rit |  |  |  |  |  |  |  |  |  |  |  | 0     |      |

| 2012 | Scuderia | Vettura                    |  |  |  |  |  |  |  |  |  |  |    |  |  |  |  |  | Punti | Pos. |
| ---- | -------- | -------------------------- |  |  |  |  |  |  |  |  |  |  | -- |  |  |  |  |  | ----- | ---- |
| 2012 |          | Mini John Cooper Works WRC |  |  |  |  |  |  |  |  |  |  | 16 |  |  |  |  |  | 0     |      |

| 2015 | Scuderia | Vettura         |  |  |   |  |    |    |     |  |    |    |  |    |  |  |  |  | Punti | Pos. |
| ---- | -------- | --------------- |  |  | - |  | -- | -- | --- |  | -- | -- |  | -- |  |  |  |  | ----- | ---- |
| 2015 |          | Ford Fiesta RRC |  |  | 7 |  | 11 | 12 | Rit |  | 17 | 10 |  | 12 |  |  |  |  | 7     | 16º  |

| Legenda | 1º posto | 2º posto | 3º posto | A punti | Senza punti | Ritirato | Squalificato | NP=Non partito C=Gara cancellata | Apice=Power stage |

#### WRC2
| 2015 | Scuderia | Vettura         |  |  |   |  |   |   |     |  |   |   |  |   |  |  |  |  | Punti | Pos. |
| ---- | -------- | --------------- |  |  | - |  | - | - | --- |  | - | - |  | - |  |  |  |  | ----- | ---- |
| 2015 |          | Ford Fiesta RRC |  |  | 1 |  | 1 | 5 | Rit |  | 4 | 1 |  | 3 |  |  |  |  | 112   | 1º   |

| Legenda | 1º posto | 2º posto | 3º posto | A punti | Senza punti | Ritirato | Squalificato | NP=Non partito C=Gara cancellata | Apice=Power stage |

#### PWRC
| 2005 | Scuderia | Vettura                                              |  |  |  |   |  |   |   |  |     |  |  |  |  |  |  |  | Punti | Pos. |
| ---- | -------- | ---------------------------------------------------- |  |  |  | - |  | - | - |  | --- |  |  |  |  |  |  |  | ----- | ---- |
| 2005 |          | Subaru Impreza STi N11 Subaru Impreza STi N11 Spec C |  |  |  | 9 |  | 1 | 8 |  | Rit |  |  |  |  |  |  |  | [ 6 ] |      |

| Legenda | 1º posto | 2º posto | 3º posto | A punti | Senza punti | Ritirato | Squalificato | NP=Non partito C=Gara cancellata | Apice=Power stage |

#### Junior WRC
| 2004 | Scuderia | Vettura                             |  |  |  |  |  |     |   |  |     |  |  |     |     |  |     |  | Punti | Pos. |
| ---- | -------- | ----------------------------------- |  |  |  |  |  | --- | - |  | --- |  |  | --- | --- |  | --- |  | ----- | ---- |
| 2004 |          | Citroën Saxo S1600 Citroën Saxo VTS |  |  |  |  |  | Rit | 4 |  | Rit |  |  | Rit | Rit |  | Rit |  | [ 5 ] |      |

| 2007 | Scuderia | Vettura       |  |  |  |  |  |  |   |  |  |  |  |  |  |  |  |  | Punti | Pos. |
| ---- | -------- | ------------- |  |  |  |  |  |  | - |  |  |  |  |  |  |  |  |  | ----- | ---- |
| 2007 | PH Sport | Citroën C2 R2 |  |  |  |  |  |  | 7 |  |  |  |  |  |  |  |  |  | [ 7 ] |      |

| Legenda | 1º posto | 2º posto | 3º posto | A punti | Senza punti | Ritirato | Squalificato | NP=Non partito C=Gara cancellata | Apice=Power stage |

### Rally Dakar
| Anno | Classe | Scuderia                         | Veicolo                   | Pilota              | Pos. | TV |
| ---- | ------ | -------------------------------- | ------------------------- | ------------------- | ---- | -- |
| 2005 | Auto   |                                  |                           | Guerlain Chicherit  | 49°  | 0  |
| 2006 | Auto   | X-Raid Team                      | BMW X3                    | Guerlain Chicherit  | 9°   | 1  |
| 2007 | Auto   |                                  | BMW X3                    | Guerlain Chicherit  | Rit  | 0  |
| 2009 | Auto   | BMW X3 CC                        | 9°                        | Guerlain Chicherit  | 0    |    |
| 2010 | Auto   | Team JMB Stradale Off Road       | Mitsubishi Racing Lancer  | Carlos Sousa        | 6°   | 0  |
| 2012 | Auto   | Wevers Sport                     | Mitsubishi ASX            | Bernhard ten Brinke | 8°   | 0  |
| 2014 | Auto   | Riwald Dakar Team                | HRX Ford                  | Bernhard ten Brinke | 28°  | 0  |
| 2015 | Auto   | Qatar Rally Team X-raid          | Mini All4 Racing          | Nasser Al-Attiyah   | 1°   | 5  |
| 2016 | Auto   | Axion X-raid Team                | Mini All4 Racing          | Nasser Al-Attiyah   | 2°   | 2  |
| 2017 | Auto   |                                  | Toyota Hilux              | Nasser Al-Attiyah   | Rit  | 1  |
| 2018 | Auto   | Toyota Gazoo Racing South Africa | Toyota Hilux              | Nasser Al-Attiyah   | 2°   | 4  |
| 2019 | Auto   | Toyota Gazoo Racing South Africa | Toyota Hilux              | Nasser Al-Attiyah   | 1°   | 3  |
| 2020 | Auto   | Toyota Gazoo Racing South Africa | Toyota Hilux              | Nasser Al-Attiyah   | 2°   | 1  |
| 2021 | Auto   | Toyota Gazoo Racing South Africa | Toyota Gazoo Racing Hilux | Nasser Al-Attiyah   | 2°   | 5  |
| 2022 | Auto   | Toyota Gazoo Racing South Africa | Toyota GR DKR Hilux       | Nasser Al-Attiyah   | 1°   | 2  |
| 2023 | Auto   | Toyota Gazoo Racing South Africa | Toyota GR DKR Hilux       | Nasser Al-Attiyah   | 1°   | 3  |
| 2024 | Auto   | Nasser Racing                    | Prodrive Hunter T1+       | Nasser Al-Attiyah   | Rit  | 1  |
| 2025 | Auto   | X-raid Mini JCW Team             | Mini JCW Rally 3.0i       | Guillaume de Mevius | 23°  | 1  |

### W2RC
| Anno | Scuderia                         | Vettura                                | 1         | 2        | 3        | 4       | 5       | Pos. | Punti |
| ---- | -------------------------------- | -------------------------------------- | --------- | -------- | -------- | ------- | ------- | ---- | ----- |
| 2022 | Toyota Gazoo Racing South Africa | Toyota Hilux Dakar                     | DAK 135   | ABU 1120 | MAR 313  | AND 212 |         | 1°   | 169   |
| 2023 | Toyota Gazoo Racing South Africa | Toyota Hilux Dakar                     | DAK 135   | ABU      | SON 121  | DES 123 | MAR 14  | 1°   | 205   |
| 2024 | Nasser Racing Overdrive Racing   | Prodrive Hunter Toyota Hilux Overdrive | DAK Rit18 | ABU      | ULT Rit5 | DES     | MAR 210 | 9°   | 58    |
| 2025 | X-raid Mini JWC Team             | Mini JCW Rally 3.0i                    | DAK 1712  | ABU      | SUD      | ULT     | MAR     |      | 16    |

## Palmarès
- Campionato mondiale di rally raid: 2022, 2023
- World Rally Championship-2: 2015
- MERC: 2015, 2019, 2021, 2022, 2023
- Coppa del mondo rally raid: 2015, 2016, 2017, 2021
- 7 Rally del Marocco: 2011, 2014, 2015, 2016, 2017, 2018, 2021
- 6 Qatar Rally: 2014, 2015, 2016, 2017, 2019, 2020
- 1 Rallye des Pharaons: 2015
- 2 Italian Baja: 2015, 2016
- 2 Hungarian Baja: 2015, 2017
- 3 Abu Dhabi Desert Challenge: 2016, 2017, 2021
- 5 Baja Spain: 2016, 2017, 2021, 2022, 2024
- 2 Baja Poland: 2016, 2017
- 2 Rally Kazakhstan: 2017, 2019
- 1 Russian Baja: 2018
- 1 Silk Way Rally: 2019
- 1 Baja 1000: 2019
- 2 Andalusia Rally: 2020, 2021
- 2 Ha'il Rally: 2020, 2021
- 1 Sonora Rally: 2023
- 1 Desafio Ruta 40: 2023